# 調情

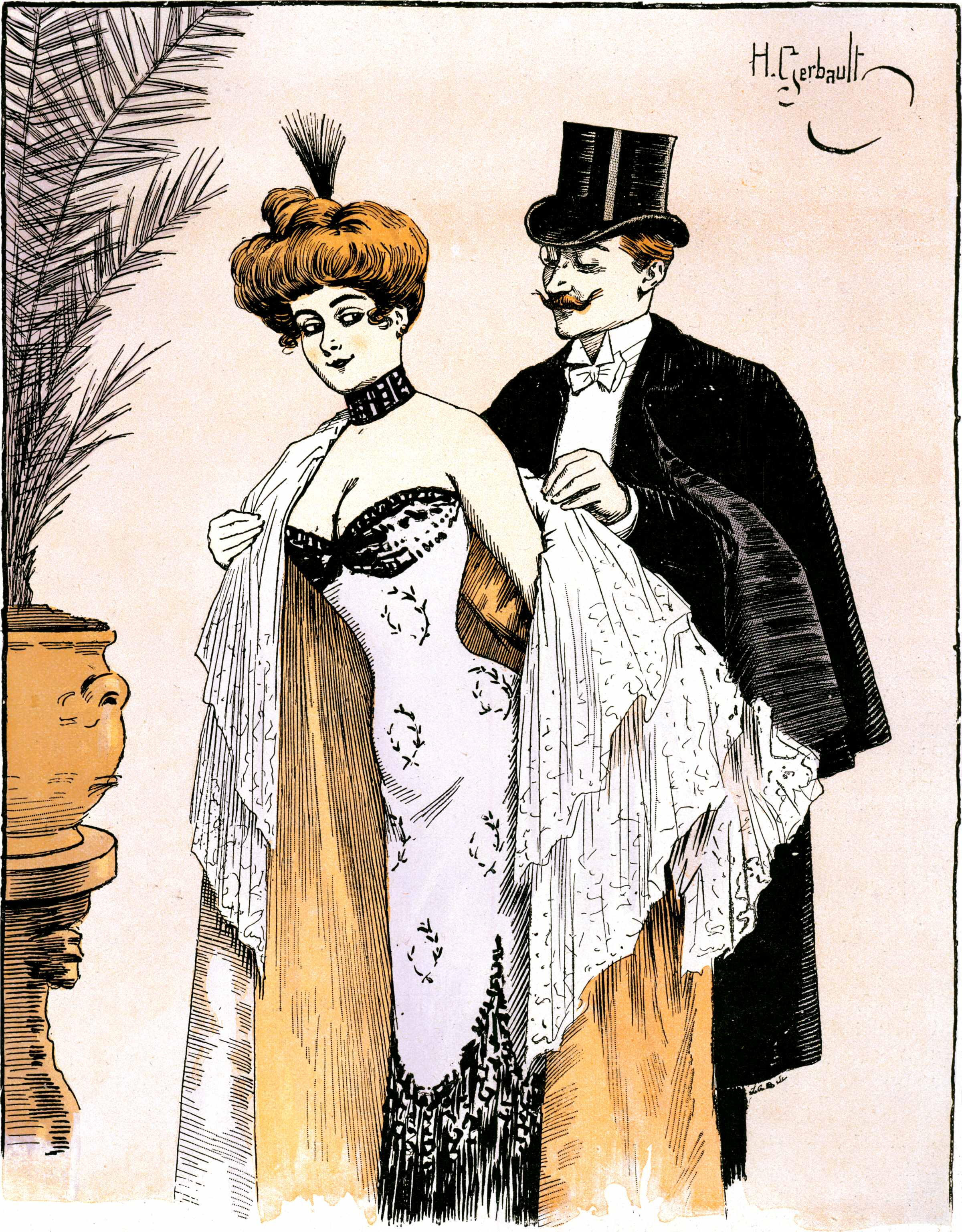
「若我大膽的給這美麗的肩膀一個吻，妳會覺得被冒犯嗎？」
「你試試看就知道了」（由亨利·蓋博所畫）

調情（英語：flirting），古稱調光、拿情、做光、討探，今俗稱撩，是一種挑動情意的人際行為，指含情地挑逗、取悅或魅惑別人，以使之春心蕩漾。調情透過語言、文字、神情或肢体语言傳達，可能帶有性的意味。調情可能意在發展彼此關係，導向親密、浪漫或性關係；也可能只是嬉戲，權當消遣娛樂，此情形又稱打情罵趣（俏）；再或是欣賞他人，敞開心扉、悅納自己，點綴生活。
調情一般比雙方實際關係稍顯親密，但應符合社交禮儀。調情可以歡快愉悅，亦可啼笑皆非，亦或一語雙關，以明面上的語義包裹較有暗示性的意味。在肢體動作上，可以轻拂頭髮、交流眼神、短暂触摸、開放姿態、靠近對方。當中可以表現得比較害羞、誇張或輕浮，譬如改變語速、語調及音量，刻意贊許、钦羡對方，或假裝意興闌珊，挑釁、質疑、嘲弄對方，從而增加兩人之間的張力，考察彼此能否契合。

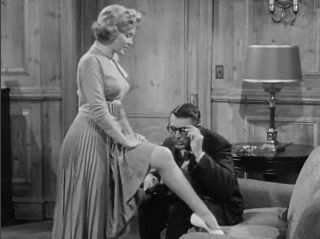
Laurel（由玛丽莲·梦露飾演）和Fulton（由加里·格兰特飾演）在《妙藥春情》電影中的照片

不同文化的社交禮儀不同，調情也因而有所不同，例如交際距離、對視時長、肢體碰觸等。一般社交禮儀不贊成對不熟悉的人直接表達性方面的興趣，但若間接或暗示性地傳達，即調情，有時是可接受的。此外，有些舉止放之四海而皆準。例如個體生態學家Irenäus Eibl-Eibesfeldt發現，從非洲到北美等地，女性調情有共通之處，例如長時間的注視，頭略傾斜，加上淺淺的微笑。

## 文化
- 雪印乳業2017年一個甜品電視廣告以女性參與相親聚會結識男性為主題，透過廣告歌《千層套路》（カサネテク）一曲敘述大量女性對男性調情的方式[4]。
- 《輝夜姬想讓人告白～天才們的戀愛頭腦戰～》電視動畫第二季第四話中，學生會副會長四宮輝夜的女僕早坂愛因為與四宮鬥氣，憤而對四宮的暗戀對象、學生會會長白銀御行不斷調情，嘗試在一日之內和白銀結為情侶，最終失敗。

## 外部連結
- wikiHow：如何調情 （页面存档备份，存于）